# 동백천 (부산)
동백천(冬柏川)은 부산광역시 기장군 일광읍 동백리의 달음산에서 발원하여 동류하다가 동해로 흘러드는 강이다.